# Narodowość
Narodowość – przynależność do określonego narodu.

## Narodowość a obywatelstwo
Jako termin międzynarodowy pojęcie jest niejednoznaczne, identyfikowane w jednych krajach z obywatelstwem, w innych wyłącznie z etniczną przynależnością obywateli określonego państwa.

### W Polsce
W Polsce odróżnia się narodowość od obywatelstwa. Nie zaprzecza się narodowości polskiej Polaków zamieszkałych w innych krajach, a nie posiadających obywatelstwa polskiego, np. w USA, na terenach Kresów Wschodnich czy Zaolziu.
Ustawą z dnia 7 września 2007 r. o Karcie Polaka (Dz.U. z 2007 r. nr 180, poz. 1280), wprowadzono dokument potwierdzający przynależność do narodu polskiego, który to dokument określa uprawnienia posiadacza, zasady przyznawania, utraty ważności i unieważniania Karty Polaka oraz właściwość i tryb postępowania organów w tych sprawach.
Chociaż preambuła Konstytucji Rzeczypospolitej Polskiej posługuje się zwrotem My, Naród Polski – wszyscy obywatele Rzeczypospolitej, to jednak zwrot Naród Polski należy traktować szerzej niż obywatele Rzeczypospolitej. Do sprawy tej odnosi się też wyrok Trybunału Konstytucyjnego z dnia 19 września 2008 r., w którym Trybunał wskazał, że pojęcie „Narodu Polskiego” jest zdefiniowane w preambule Konstytucji i zostało powiązane z posiadaniem obywatelstwa polskiego, a nie z przynależnością narodową. W języku polskim słowo narodowość oznacza przynależność lub pochodzenie narodowościowe i etniczne, ale niekiedy używane jest także w znaczeniu obywatelstwo. W wielu innych krajach te pojęcia są rozróżniane.
Przy przyjętej przez GUS definicji oraz ustawy regulującej formę spisu powszechnego w 2011: „Narodowość (przynależność narodowa lub etniczna) jest deklaratywną (opartą na subiektywnym odczuciu) cechą indywidualną każdego człowieka, wyrażającą jego związek emocjonalny (uczuciowy), kulturowy lub genealogiczny (ze względu na pochodzenie rodziców) z określonym narodem”.
Podczas przeprowadzonego w 2011 roku spisu powszechnego według oficjalnych wyników 86,43% ankietowanych mieszkańców Polski zadeklarowało narodowość polską, w tym 94,83% jako jedyną deklarację (596,3 tys. ankietowanych podało jako jedyną narodowość inną niż polska).

### Narodowość a obywatelstwo w innych krajach
W języku polskim słowo narodowość oznacza tradycyjnie przynależność lub pochodzenie narodowościowe i etniczne, ale coraz częściej używane jest także w znaczeniu obywatelstwo, co wydaje się być efektem wpływów konwencji panujących w krajach zachodnich, do których Polska należy. W większości z nich, w szczególności we Francji, pojęcie narodowości (fr. nationalité) jest równoznaczne z obywatelstwem zarówno formalno-prawnie, jak i w potocznym znaczeniu. Najczęściej więc w innych krajach zachodnich polskie pojęcie „narodowość” tłumaczone jest, dla podkreślenia niezależności od obywatelstwa, poprzez słowo etniczność (w językach tych krajów). 
Polska tradycja Rzeczypospolitej Obojga Narodów, kiedy organizm państwowy składał się z trzech wyraźnych i różnych grup etnicznych: polskiej, rusińskiej i litewskiej, a jej trwałość wynika między innymi z okresu zaborów, gdy brak własnego państwa nie pozwalał Polakom na utożsamienie swej narodowości z państwową przynależnością do państw zaborczych.
Rozróżnienie to funkcjonuje jednak do dziś również w wielu innych państwach, w szczególności w dużych krajach wielonarodowych, m.in. w Chinach i w Rosji. W Związku Radzieckim narodowość była kategorią prawną odnotowywaną m.in. w paszportach wewnętrznych, a więc odpowiednikach polskich dowodów osobistych. Jest ona w dalszym ciągu odnotowywana przez niektóre instytucje współczesnej Rosji, a samo rozróżnienie jest dobrze znane i rozumiane we wszystkich byłych republikach ZSRR.
Narodowość, identyfikowana z obywatelstwem lub z etniczno-kulturową przynależnością obywateli, żyjących w obrębie społeczeństwa danego państwa, czyli mniejszościami narodowymi.

## Mniejszości narodowe
Polskie pojęcie „mniejszości narodowych” w językach zachodnich, jeśli przedstawiciele danej mniejszości nie posiadają obywatelstwa innego państwa niż te na terenie którego mieszkają, określa się mianem „mniejszości etnicznych”.
W prawie międzynarodowym brak precyzyjnej definicji mniejszości narodowej. 
Dokumenty jedynie określają, że w państwach, w których istnieją „osoby należące do mniejszości etnicznych, religijnych lub językowych nie będą pozbawione prawa do własnego życia kulturalnego, wyznawania i praktykowania własnej religii oraz posługiwania się własnym językiem” (art. 27 Międzynarodowego Paktu Praw Obywatelskich i Politycznych, Nowy Jork 1966), a także „zapewni się im warunki rozwijania ich tożsamości” (Deklaracja ONZ, Nowy Jork 1992).